# ダノ・オマホニー
ダノ・オマホニー（英語: Danno O'Mahony, 1912年9月9日 - 1950年11月3日）は、アイルランドのプロレスラーである。ボストン地域のプロレス界への登場が成功した後の1930年代中頃に短期間ではあるが、大人気のスターレスラーへと駈け登った。現役中、名字の綴りは "O'Mahoney" と大抵されていた。オマホニーの得意技はアイリッシュホイップで、技の名称はオマホニーがアイルランド出身のためである。オマホニーは全米レスリング協会（旧NWA）の世界ヘビー級チャンピオンとなった。
オマホニーの得意技であるアイリッシュホイッップは柔道の一本背負いに似た投げ技であった。現在、対戦相手をロープあるいコーナーに振る動作である「ハンマースロー」の同義語として「アイリッシュホイップ」が用いられてる。これは、オマホニーは相手の手首を両手で掴んで自分の背中側へ振って、掴んだまま自分の方へ再び引き寄せてから投げており、この投げの予備動作とロープへ振る動作が混同されていったためと考えられる。

## 獲得タイトル
- アメリカン・レスリング・アソシエーション（ボストン）
  - AWA世界ヘビー級王座（1回）
- 全米レスリング協会（旧NWA）
  - 世界ヘビー級王座（1回）
- ニューヨーク州アスレチック・コミッション
  - NYSAC世界ヘビー級選手権（1回）
- その他
  - 統一世界ヘビー級王座（1回）